# خاندان یامانا
خاندان یامانا (به ژاپنی: 山名氏، Yamana-shi) یک یکی از قدرتمندترین خاندان‌های سامورایی در دوره موروماچی (۱۳۳۶–۱۴۶۷) بود.